# Josef Barth (Politiker, 1860)
Josef Barth (geboren 19. November 1860 in Pressern, Kaisertum Österreich; gestorben 17. Januar 1941 in Saaz, Reichsgau Sudetenland) war ein österreichisch-tschechoslowakischer Gewerkschafter und Politiker. 

## Leben
Josef Barth ging nur wenige Jahre zur Schule, da er als Hirtenjunge zum Familienunterhalt beisteuern musste. Um 1900 zog er nach Saaz und war dort Mitgründer eines Ortsvereins der Sozialdemokratischen Arbeiterpartei Österreich-Ungarns. Er organisierte eine Zweigstelle der Gewerkschaften, einen Krankenkassenverein und einen Konsumverein. 
Nach dem Ersten Weltkrieg wurde er selbst Direktor der Krankenkassenniederlassung und Geschäftsführer des Konsumvereins „Solidarität“. Er wurde in den Gemeinderat von Saaz gewählt und fungierte ab 1919 als stellvertretender Bürgermeister der Stadt. Bei den ersten Parlamentswahlen 1920 wurde er für die Deutsche sozialdemokratische Arbeiterpartei (DSAP) in den Tschechoslowakischen Senat gewählt. Barth schied 1925 zum Ende der Wahlperiode aus dem Senat aus. In der DSAP gehörte er seit dem Parteitag 1921 der Beratungsstelle für Agrarfragen beim Parteivorstand an.  